# Hwanjile
Hwanjile, död 1797, var en afrikansk regent och prästinna. Hon var kpojito ("regerande partner" eller medregent och prästinna) till kung Tegbesu av Dahomey 1740–1774.